# العشاء في عمواس (كارافاجيو، لندن)
العشاء في عمواس هي لوحة زيتية للفنان الإيطالي كارافاجيو رسمها في 1601، اللوحة معروضة حالياً في المعرض الوطني، لندن.